# Novopavlivka, Baștanka
Novopavlivka (în ucraineană Новопавлівка) este localitatea de reședință a comunei Novopavlivka din raionul Baștanka, regiunea Mîkolaiiv, Ucraina.

## Demografie
Componența lingvistică a localității Novopavlivka
     Ucraineană (96,44%)
     Rusă (3,29%)
     Alte limbi (0,14%)
Conform recensământului din 2001, majoritatea populației localității Novopavlivka era vorbitoare de ucraineană (96,44%), existând în minoritate și vorbitori de rusă (3,29%).